# Broad Band X-ray Telescope
Широкополосный рентгеновских телескоп (The Broad Band X-ray Telescope,
BBXRT) — рентгеновский телескоп, работавший на орбите в ходе экспедиции
шаттла «Колумбия» (STS-35) в период 2—11 декабря 1990 года в составе
орбитальной обсерватории АСТРО-1. Телескоп являлся первой реализацией технологии
рентгеновской оптики на тонких фольгах, разработанной в Центре космических
полетов имени Годдарда. Впервые рентгеновские лучи были сфокусированы до энергий
около 12 кэВ. Предыдущие рентгеновские телескопы были ограничены энергиями
около 4кэВ (HEAO-2).
Благодаря низкому уровня инструментального фона детектора и хорошему
энергетическому разрешению (около 150 эВ на энергии 6 кэВ) при помощи BBXRT
удалось получить целых ряд новых и важных результатов.
Научная программа инструмента включала в себя наблюдения галактических и
внегалактических источников. Наблюдения центра Галактики были невозможны из-за
навигационных ограничений во время работы обсерватории. Во время работы на
орбите работа инструмента контролировалась коллективом специалистов из
Лаборатории рентгеновского излучения Центра космических полётов им. Годдарда.
Время работы телескопа на орбите — около 9 дней. Инструмент был включен через 3
часа после старта космического челнока и отключен за 6 часов до входа в
атмосферу. Детекторы телескопа работали практически без перерыва, накапливая
данные либо по калибровочным наблюдениям, либо по фоновым наблюдениям, либо по
наблюдениями космических источников. Работа инструмента проходила практически в
штатном режиме всё время полёта. Некоторые проблемы с электроникой системы
наведения, имевшие место в первые часы работы, были устранены доработкой значений
параметров. Температура криостата поддерживалась с точностью до двух градусов. Все остальные телеметрические данные не показали каких-либо
отклонений от штатных значений.
Однако в системе ориентации телескопов (обсерватория АСТРО-1 состояла из трёх
ультрафиолетовых телескопов и одного рентгеновского) имелись неполадки.
Важнейшим результатом неполадок стал полный отказ от заранее
запланированной программы наблюдений, которая была ориентирована на максимальное использование полётного времени. Программа наблюдений
составлялась отдельно на каждый день. Проблемы с системой ориентации
телескопа BBXRT (Two Axis Pointing System/TAPS) привели к ещё более
значительному уменьшению эффективности наблюдений. Из-за неполной
компенсации дрейфа гироскопов системы ориентации стабильное наведение удалось
обеспечить лишь по прошествии 60 часов полёта. После исправления дрейфа
гироскопов система наведения смогла обеспечить стабильную ориентацию с дрейфом
0,1 угловых секунды за секунду. Затем было обнаружено, что система TAPS может
обеспечить точность наведения на заданный источник только 2-5 угловых минуты, что
иногда приводило к скачкам оси поля зрения телескопа. При перенаведении между
источниками система давала сбои, что приводило с систематическим погрешностям в
ориентации на несколько угловых минут. Для исправления этих систематических
смещений звёздные датчики системы гироскопов перенаводились на яркие звёзды в
течение ночных частей орбиты челнока. За сутки перед спуском неполадки TAPS полностью вывели его из строя, и в дальнейшем он был
зафиксирован в безопасном посадочном положении. Это привело к тому, что на
последних трёх витках телескоп BBXRT перенаводился при помощи двигателей маневрирования челнока (наблюдения остатка сверхновой Puppis AB и
галактики M87). Несмотря на эти проблемы, телескоп BBXRT накопил около 185 тысяч секунд наблюдений космических
источников. Ещё около 100 тысяч секунд было потрачено на наблюдения диффузного
рентгеновского фона. Проведено 157 наблюдений 82 источников с типичными
экспозициями от 300 до 3000 секунд (наблюдение, в котором произошёл сдвиг
ориентации, считается за два наблюдения).

## Инструмент
Инструмент BBXRT состоял из двух сонаправленных телескопов с фокусным расстоянием
3,8 м и диаметром 40 см. Каждых телескоп содержал рентгеновскую зеркальную
систему из 118 тонких конических алюминиевых фольг с золотым покрытием. В
фокальной плоскости располагались охлаждаемые кремний-литиевые детекторы. В
целом оптическая система обеспечивала эффективную площадь 765 см² на энергии
1,5 кэВ и около 300 см² на энергии 7 кэВ.
Каждый детектор ('A' и 'B') подразделялся на пять элементов с 512 энергетическими
каналами. Центральные элементы (A0, B0) покрывали поле зрения диаметром 4 угловых
минуты, внешние элементы (A1—A4, B1—B4) покрывали поле зрения до 17,4 угловых минуты. Между центральным элементом и внешними элементами зазор шириной 1,5 угловых
минут. Ширина энергетических каналов 16 эВ для каналов 0—255 и 32 эВ для
каналов 256—512. Детекторы системы B повернуты относительно детекторов системы A
на 180 градусов, так, что детекторы A1 и B3 осматривают одну и ту же площадку на
небе. Каждое событие детектора сопровождалось пятью битами с информацией о
качестве.
В целом инструмент BBXRT имел следующие габариты: 4,1 м длина и 1 м диаметр, масса 840 кг.
Масса зеркальных систем 40 кг. Инструмент монтировался на специально разработанную систему двухосного
карданного подвеса (TAPS) в грузовом отсеке космического челнока.